# Bistorta affinis
Bistorta affinis (synoniem:  Persicaria affinis) is een bloeiende plant uit de duizendknoopfamilie (Polygonaceae). De soort is inheems in Afghanistan, en in het hooggebergte van Tibet, Nepal, Noord-India en Pakistan op hoogtes van 3000–4900 m.

## Kenmerken
Het is een kruipende, bodembedekkende vaste plant, die een hoogte bereikt tot 25 cm en een breedte tot 60 cm. De plant heeft wortelstokken.
De smalle langwerpig-elliptische groene bladeren zijn aan de onderzijde blauw berijpt door een wasachtige laag. De bladeren zijn meestal 3–8 cm lang, en aan de basis versmald tot een korte steel. Bladranden zijn glad of zeer fijn getand. De middenader is prominent aanwezig en veel lichter van kleur. In de winter verkleurt het blad naar brons.
Cilindrische aren met veel lichtroze of rozerode bloemen staan op rechtopstaande stengels. De bloemen hebben vijf kroonbladeren en hebben een diameter van 4 tot 6 mm.  Elke bloem heeft 8 acht meeldraden en 3 stijlen. Het vruchtje is een driekantig nootje.
De plant bloeit van de midzomer tot in de herfst. Bloemaren zijn 5–7,5 cm lang, met dicht opeengepakte bloemen. De meeldraden steken iets uit de bloemen. De plant heeft meerdere bloeiende stengels met zeer weinig kleinere bladeren. Als de bloemen zijn afgestorven, hebben ze de neiging om tot in de winter aan de plant te blijven zitten.

## Verspreiding en habitat

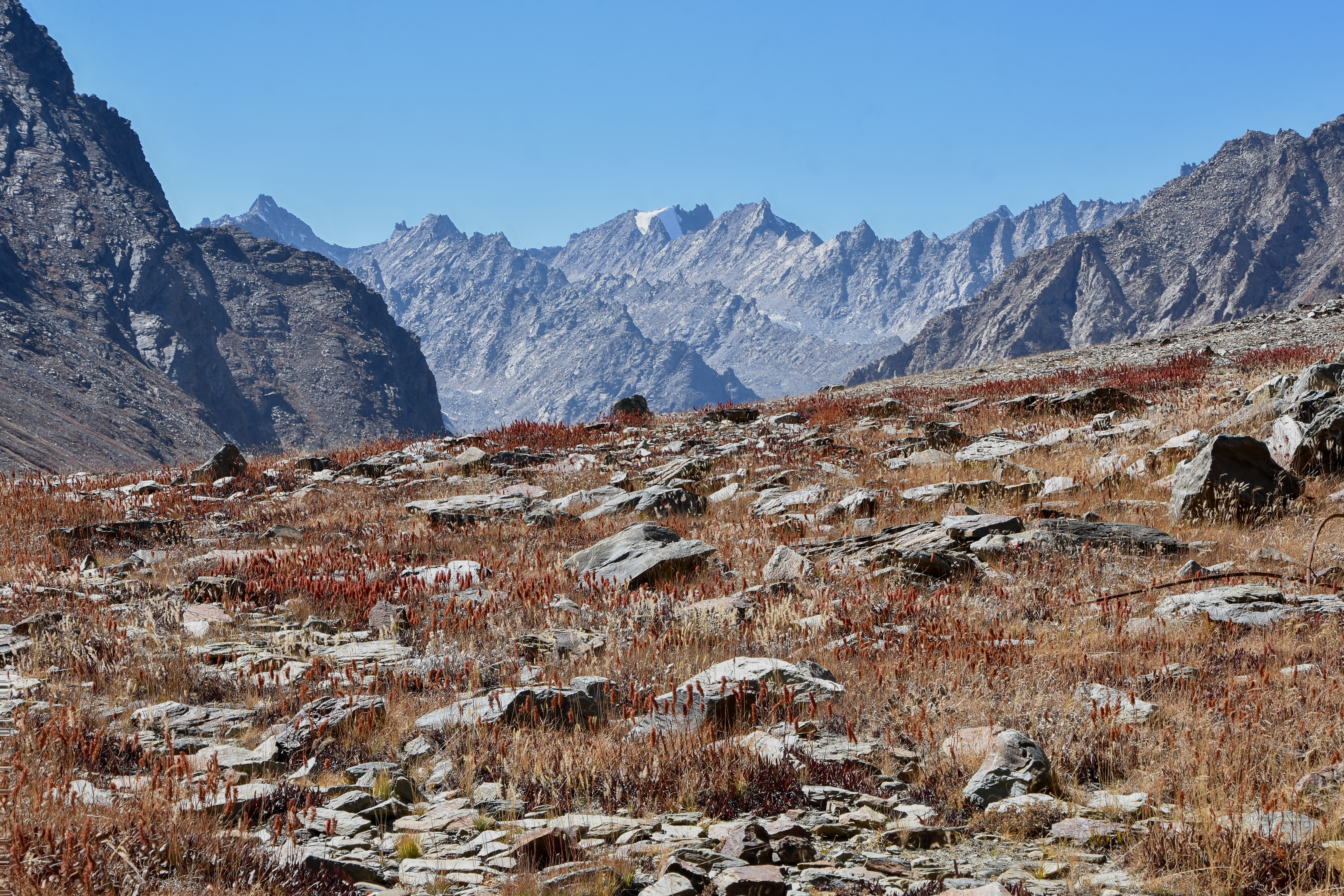
De plant in zijn natuurlijk habitat (Lahul and Spiti)

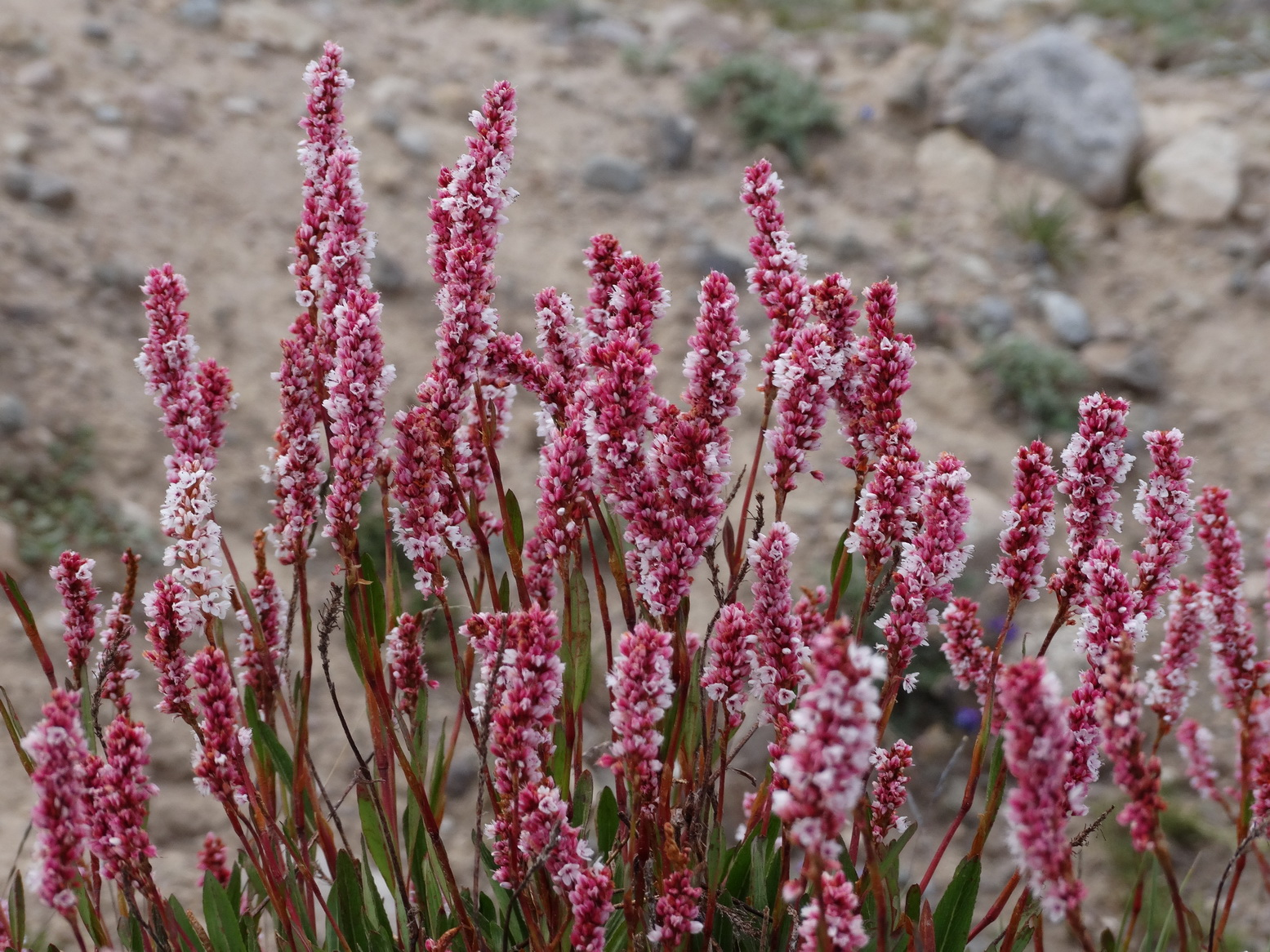
De plant in bloei in het wild (Deosai National Park)

Bistorta affinis wordt gevonden in de Himalaya, van Afghanistan tot het oosten van Nepal, De plant groeit op rotsachtige berghellingen, op gletsjermorenen, alpenweiden en op rivierbanken. 

## Gebruik
In de Himalaya worden de bloemen gebruikt als stimulerend middel. In de Noord-Indiase streek Ladakh wordt een extract van de wortel gebruikt tegen koorts. In Pakistan wordt thee gezet uit de wortelstok. In tuinen wordt hij als sierplant aangeplant.

## Taxonomie
De wetenschappelijke naam van de plant werd in 1825 als Polygonum affine gepubliceerd door David Don. Hij baseerde zich daarbij op een beschrijving die hij van Nathaniel Wallich in een brief had ontvangen, en die de soort 'Polygonum viviparum' noemde. Edward Lee Greene plaatste de soort in 1904 in het geslacht Bistorta. De soort wordt door sommige auteurs als Persicaria affinis (D.Don) Ronse Decr. in het geslacht Persicaria (duizendknoop) geplaatst.

### Synoniemen
- Polygonum brunonis Wall. ex Meisn.
- Polygonum donianum Spreng.

## Teelt
Bistorta affinis wordt in tuinen gebruikt als bodembedekker. Onder de naam Persicaria affinis hebben de volgende cultivars de Award of Garden Merit gekregen van de Britse Royal Horticultural Society:
- 'Darjeeling Red' – Plant met langgerekter blad dat in de herfst fel rood kleurt.[5]
- 'Donald Lowndes' – Gedrongen plant met zalmkleurige bloemen die later in de bloei dieproze worden.[5]
- 'Superba' – Deze plant lijkt met meerdere kleuren te bloeien. De knoppen zijn donkerroze, maar de open bloemen zijn lichter roze.[6]

In Nederland zijn daarnaast de variëteiten 'Kabouter' en 'Indian Summer' in de handel.